# Hyposoter horticola
Hyposoter horticola là một loài tò vò trong họ Ichneumonidae.